# Mindaugas Kuzminskas
Mindaugas Kuzminskas (* 19. Oktober 1989 in Vilnius) ist ein litauischer Basketballspieler.

## Karriere
Kuzminskas spielte zunächst für die Hauptstadtklubs Sakalai Vilnius und SSK Perlas Vilnius, bevor er 2008 zu KK Šiauliai wechselte. 2007 nahm er an der U18-, 2009 an der U20-Europameisterschaft teil. Von 2010 bis 2013 stand Kuzminskas beiŽalgiris Kaunas unter Vertrag. Mit diesem Verein gewann er dreimal die litauische Meisterschaft und zweimal die Meisterschaft in der Baltic Basketball League.
2013 wechselte Kuzminskas nach Spanien zum Verein Unicaja Málaga, für den er in der Liga ACB spielte. Wie schon in seinem letzten Jahr in Kaunas erreichte er mit Málaga in jeder Spielzeit die Zwischenrunde der EuroLeague und entwickelte sich in dieser Zeit zum Leistungsträger der Mannschaft. Seinen besten Punktewert in der Liga ACB erreichte er im Spieljahr 2015/16 mit 10,3 Punkten je Begegnung.
Im Sommer 2016 wechselte er in die NBA zu den New York Knicks, von denen er Mitte November 2017 entlassen wurde. Der Litauer bestritt eine Gesamtanzahl von 69 NBA-Spielen für New York, in denen er im Durchschnitt 6,2 Punkte erzielte. Im Januar 2018 wechselte er zu Olimpia Mailand und wurde mit der Mannschaft 2018 italienischer Meister. Zu Beginn des Spieljahres 2019/20 stand Kuzminskas in Diensten von Olympiakos Piräus, im November 2019 ging er zu Lokomotive Kuban Krasnodar nach Russland. Im selben Land spielte er später bei BK Zenit Sankt Petersburg, im April 2022 wurde der Vertrag aufgelöst.
2022/23 erzielte der Litauer in 24 Einsätzen in der türkischen Liga im Durchschnitt 13,8 Punkte für Karşıyaka SK. Hernach wechselte er zu AEK Athen.

### Nationalmannschaft
Mit der litauischen Nationalmannschaft erreichte Kuzminskas zweimal das Europameisterschaftsendspiel (2013, 2015), außerdem nahm er an der Weltmeisterschaft 2014, 2019 und 2023 und an den Olympischen Spielen 2016 teil.

## Sonstiges
Mindaugas Kuzminskas' Mutter Zita Kuzminskienė (geb. Makselytė) spielte für die Damen-Basketballnationalmannschaft der UdSSR. Sein älterer Bruder Saulius Kuzminskas war bis 2015 Basketballprofi.